# Louis Pauwels
Louis Pauwels (* 2. August 1920 in Paris; † 28. Januar 1997 in Suresnes) war ein französischer Journalist und Schriftsteller. Er war unter anderem Chefredakteur der Tageszeitung Combat und leitete die Monatszeitschrift Marie-France. Später gründete und leitete er über sechs Jahre die Revue Planète, die sich der Wissenschaft, der Philosophie und der Esoterik widmete. 1970 gründete er das Figaro Magazine, dem er bis 1993 vorstand. Aufbruch ins dritte Jahrtausend (Französischer Originaltitel Le Matin des magiciens = Der Morgen der Magier, 1960, deutsche Erstausgabe 1962) ist eines seiner bekannten Werke.

## Leben
Pauwels sprach seinen Namen „Povels“ aus und wies auch Jacques Chancel in einer von dessen Radiosendungen (Radioscopie) darauf hin, dass dies die richtige Aussprache sei, auch wenn die ursprüngliche Aussprache im Niederländischen wohl eher „Pôls“ war.
Pauwels wurde von seinem Stiefvater Gustave Bouju, einem Schneider, erzogen. Er begann eine Ausbildung zum Lehrer (Instituteur) in Athis-Mons (1939–1945), die jedoch durch den Krieg unterbrochen wurde, und begann 1946 eine literarische Karriere durch die Veröffentlichung von Artikeln in mehreren literarischen Monats-Revuen (Esprit, Variété etc.). Er wirkte auch bei der Gründung der Organisation Travail et Culture mit, einem Verein zur Förderung der Kultur der Massen, der der Parti communiste français nahestand. 1948 schloss er sich Georges Gurdjieff an und gehörte für 15 Monate zu dessen Anhängern, wobei er auch der Redakteur der Zeitschrift Combat und Herausgeber der Tageszeitung Paris-Presse war. Er führte die Bibliothèque Mondiale (Vorgänger von Livre de Poche), Carrefour, die Frauenzeitschrift Marie Claire, und die Zeitschrift Arts et Culture und veröffentlichte in dieser Zeit mehrere Avant-Garde-Romane, wenn auch in klassischem Stil. L'Amour monstre (Monströse Liebe) wurde 1955 für den Prix Goncourt nominiert und wurde von Serge Gainsbourg in seinem Chanson Initials B.B. zitiert.

### Le Matin des magiciens
Zusammen mit Jacques Bergier, den er 1954 kennengelernt hatte, als er noch Direktor der Bibliothèque Mondiale war, verfasste er 1960 Le Matin des magiciens (sinngemäß: ‚Morgendämmerung der Magier‘ – Titel der deutschen Ausgabe: Aufbruch ins dritte Jahrtausend) und 1970 die Fortsetzungsgeschichte L’Homme éternel (Der ewige Mensch). Diese Werke sind voll von Erfindungen, wie zum Beispiel der Behauptung, dass Karl Haushofer in Tibet gewesen sei. Er vertritt darin Behauptungen, die Haushofer einen esoterischen Einfluss auf die Nazi-Ideologie unterstellen (unter anderem begründet durch die Verwendung der Swastika, die Gründung der SS, der Mitgliedschaft in der Thule-Gesellschaft und der Vril-Gesellschaft sowie Kontakt zum Hermetic Order of the Golden Dawn). Diese Behauptungen wurden jedoch durch die Arbeit von Hans-Adolf Jacobsen widerlegt.
Am 25. November 1960 interviewte Pauwels Maurice Papon, den Präfekten der Police de Paris, und zeichnete darin ein Porträt eines „humanistischen Philosophen“ („philosophe humaniste“); Papon hatte da gerade die Schrift L’Ère des responsabilités (Die Ära der Verantwortungen) veröffentlicht, ein Jahr vor dem Massaker von Paris am 17. Oktober 1961. 1961 interviewte er den Schriftsteller Louis-Ferdinand Céline.

### Planète
Zusammen mit Bergier und François Richaudeau gründete er im Oktober 1961 die zweimonatlich erscheinende Zeitschrift Planète, die bis Mai 1968 erschien. Im selben Jahr wurde sie unter dem Titel Le Nouveau Planète neu herausgegeben. Daneben entstanden verschiedene Studien, die als Sammlung Encyclopédie Planète herausgegeben wurden, sowie die 17 Anthologies Planètes, die von Jacques Sternberg zusammengestellt wurden, der Texte verschiedener Autoren zu einem vorgegebenen Thema gruppierte. Auch der Ufologe Aimé Michel gehörte zum Redaktionskreis von Planète. Durch Le Matin des magiciens und Planète erlangte Pauwels einen hohen Bekanntheitsgrad und schuf in Frankreich eine aufnahmebegierige Stimmung für paranormale und mysteriöse Ereignisse, verschwundene Kulturen und wissenschaftliche Probleme.
Der Erfolg der Zeitschrift Planète und das Konzept des Phantastischen Realismus veranlassten Pauwels dazu, eine kleine Presseagentur zu gründen, les Éditions Retz, bei der zwei weitere Zeitschriften veröffentlicht wurden: Plexus, ein erotisches Magazin, und Pénéla, eine Frauenzeitschrift, die im selben Format erschienen wie Planète. Die Werbung wurde durch den Slogan La première revue de bibliothèque (‚Die Erste Zeitschrift der Bibliothek‘) bekannt. Planète erfuhr Ausgaben in Übersetzungen in zehn Sprachen und begleitete berühmte Debatten der 1960er wie La Guerre du Faux (Krieg der Fehler) von Umberto Eco. Dabei hielten manche die Zeitschrift einfach für intellektuellen und wissenschaftlichen Betrug, während andere (wie Henri Laborit) ihren Antikonformismus und ihren Beitrag zu einer sich vielgestaltig verändernden Gesellschaft schätzten. Die Auseinandersetzung ist heutzutage größtenteils verstummt und Planète wird als eine hochwertige Zeitschrift angesehen, deren Informationsfälschungen, deren Esoterik- und Ufo-Wahn und deren Verteidigung von Drogen zum großen Teil durch ihre zeitgenössische Redaktionsarbeit und Ikonographie ausgeglichen wurden.
Sie trug auch viel dazu bei, Autoren wie Jorge Luis Borges, Daniel Keyes, Arthur C. Clarke, Robert Sheckley und Fredric Brown einer breiten Öffentlichkeit bekannt zu machen.

### Von JDD zu «Fig Mag»
Pauwels stellte Planète Anfang der 1970er ein, weil er es müde wurde, auf eine Art zu publizieren, die in jeglicher Hinsicht aus der Öffentlichkeit verschwunden war, sowohl nach der Form (Monatszeitschrift), als auch nach dem Inhalt (L’aventure Mysterieuse – Mysteriöse Abenteuer). in der Folgezeit konzentrierte er sich auf eine neue Zeitschrift, Question de, die sich ausschließlich der Spiritualität widmete. Parallel dazu redigierte er Artikel für Le Journal du Dimanche (1975–76). 1977 übernahm er die Kulturabteilung des Le Figaro, wo er die Grundlage für das Le Figaro Magazine legte, dessen Redaktion er bis 1993 leitete. Ende 1986 während der Studentenproteste gegen das Loi Devaquet (Reform der Universitäten) löste Pauwels seine Beziehungen zum Le Figaro, nachdem er den Demonstranten „mentales AIDS“ („sida mental“) bescheinigt hatte.
Er war zusammen mit Gabriel Veraldi und Rémy Chauvin Gründungsmitglied der Fondation Marcel et Monique Odier für Psycho-Physik (Genf 1992) und wurde im selben Jahr Gründungspate für die Journalistenschule Nouvelles, l’École du journalisme in Nizza.

### Kehrtwende
Pauwels wandte sich 1981 wieder dem Katholizismus zu, nachdem er sich während der Zeit bei Planète vom Glauben entfernt hatte. Alain de Benoist (Groupement de recherche et d’études pour la civilisation européenne, GRECE) hatte ihm sogar noch 1981 sein Buch Comment peut-on être païen ? (Wie kann man ein Heide sein?, 1981 erschienen bei Albin Michel) gewidmet. Doch im November 1982 hatte Pauwels ein Bekehrungserlebnis in Acapulco.

## Familie
Louis Pauwels war in erster Ehe mit Suzanne Brégeon verheiratet. Mit ihr hatte er eine Tochter, Marie-Claire Pauwels, die selbst Journalistin wurde und 2003 den Prix Roger-Nimier für die Biographie ihres Vaters (Fille à papa) erhielt. Der Sohn, François, wurde Inhaber eines Fischrestaurants (patron pêcheur) in Trouville und später Restaurantbesitzer in Paris. Pauwels heiratete später Élina Labourdette, mit der er eine Tochter, Zoé, adoptierte.

## Auszeichnungen
- 1954 Prix Goncourt (2. Klasse) für L’amour monstre.
- Dezember 1955 Prix Goncourt
- 1974 Prix Albert Olivier
- 1974 Ritter der Ehrenlegion
- 1977 Prix René de Chateaubriand
- 1978 prix Chateaubriand für L’apprentissage de la sérenité.
- 1981 St. Markus-Preis, Venedig
- Oktober 1982: Meilleur fumeur, l'Académie des fumeurs de pipe, à Saint-Claude
- 1984 Présenté à l'Académie française
- 1985 Mitglied der Académie des Beaux-Arts (section Membre libre)
- 1986 Ehrenbürger von Gent
- 1989 Présente à l’Académie française
- 1994 Offizier der Ehrenlegion
- 1995 Grand Prix du Roman de la Ville de Paris für Les orphelins.
- 1995 Grand Prix du Roman von Paris
- 1996 Instigateur de l’Omnium des Libertés
- 1997 wurde zu seinem Andenken der Prix Louis Pauwels gestiftet.

## Bibliographie

### Werke (Auswahl)
Als Autor
- mit Jean Sylveire; Pierre Faucheux und Pierre Garrigues: Où sont les femmes? In: Franchise. Heft 4 (1945).
- Saint quelqu'un. Éditions du Seuil, Paris 1970 (EA Paris 1946).
  - Deutsch: Sankt Irgendwer. Roman. Steinberg, Zürich 1947 (übersetzt von Maria Arnold).
- mit Lanza del Vasto und Julien Gracq: Cheval blanc. Paris, 1947/48 (2 Bände).
- Les Voies de petite communication (= Collection „Pierres Vives“). Éditions du Seuil, Paris 1949 (illustriert von Robert Lapoujade).
- Paris des rêves. Éd. Clairefontaine, Lausanne 1950.
- Le Château du dessous. 3. Auflage. Gallimard, Paris 1977 (EA Paris 1952).
- L’Amour monstre (= Collection Points). Éditions du Seuil, Paris, 1984, ISBN 2-02-006802-8 (EA Paris 1954).
- Monsieur Gurdjieff. Documents, témoignages, textes et commentaires sur une société initiatique contemporaine. 2. Auflage. Albin Michel, Paris 1979, ISBN 2-226-00886-1.[3]
  - Deutsch: Gurjew der Magier. Wunderheiler, Fakir und Philosoph. Goldmann, München 1980 (übersetzt von Hanns von Krannhals)
- La Gloire de Sacha Guitry. Éd. CAL, Paris 1961.
- La femme est rare. In: Revue Planète. Heft 2 (1961/62), Dezember/Januar.[4]
- mit Jacques Mousseau und Jean Feller: En français dans le texte. France-Empire, Paris 1962 (Ausgabe von Fernseh-Interviews mit bekannten Persönlichkeiten).
- mit Jacques Bergier: Le Matin des magiciens. Introduction au réalisme fantastique (= Collection Folio). Gallimard, Paris 1988, ISBN 2-07-036129-2 (EA Paris 1960).
  - Deutsch: Aufbruch ins dritte Jahrtausend. Von der Zukunft der phantastischen Vernunft. Goldmann, München 1986, ISBN 3-442-14015-3 (EA München 1962, übersetzt von Gerda von Uslar).
- mit Jacques Bergier: Planète. Choisis dans les 41 numeros de la revue „Planète“. Éd. du Rocher, Paris 1996, ISBN 2-268-02098-3 (EA Paris 1968/71)
  - Deutsch: Der Planet der unmöglichen Möglichkeiten. Heyne, München 1975, ISBN 3-453-00457-4 (EA München 1971, übersetzt von Alfred P. Zeller, Sammelband der „wichtigsten Beiträge aus ‚Planète‘“).
- L'Homme éternel (= Collection Folio). Gallimard, Paris 1973 (2 Bände, EA Paris 1970).
  - Deutsch: Die Entdeckung des ewigen Menschen. Die Umwertung der Menschheitsgeschichte durch die phantastische Vernunft. Heyne, München 1975, ISBN 3-453-00510-4 (übersetzt von Herta von Osten).
- Kommentare von Louis Pauwels. In: Pol Quentin: La Roulette du Bon Dieu. Incroyables mais vraies, 200 histoires (= L’humour contemporain). Hachette, Paris 1971.
- Président Faust. Textes et Poèmes originaux du film de Louis Pauwels (Drehbuch) et Jean Kerchbron (Regie). Albin Michel, Paris 1974, ISBN 2-226-00055-0 (illustriert von Jean Gourmelin).
- Blumroch l'admirable, ou Le déjeuner du surhomme (= Collection Folio). Gallimard, Paris 1978, ISBN 2-07-037062-3 (EA Paris 1976).
- mit Guy Breton: Histoires magiques de l'histoire de France. Omnibus, Paris 2012, ISBN 978-2-258-09501-4 (2 Bände, EA Paris 1977)
- mit Guy Breton: Nouvelles histoires magiques. J’ai Lu, Paris 1981, ISBN 2-277-21170-2 (EA Paris 1978).
- mit Guy Breton: Histoires extraordinaires. Albin Michel, Paris 1982, ISBN 2-226-01318-0 (EA Paris 1980).
- mit Guy Breton: Nouvelles histoires extraordinaires. Albin Michel, Paris 1982, ISBN 2-226-01318-0.
- Histoires fantastiques. Albin Michel, Paris 1983, ISBN 2-226-01680-5.
- Salvador Dali, aujourd’hui même. In: Salvador Dali Exposition. Knokke, Le Zoute, Albert Plage, Casino Cummunal 1. Juillet/10. Septembre 1956. Éd. de la Connaissance, Brüssel 1956, S. 5–10.
- mit Jean Feller: François d'Assise (= Collection „Les reportages dans l'histoire“). Hachette, Paris 1958 (illustriert von Jean-Pierre Grabet).
- mit Rogey Andrey, Michel Delain, Gérald Pechemez und Christian Quidet: Le tout télévision. France Empire, Paris 1961 (21 Porträts von Fernsehpersönlichkeiten).
- Nachwort von Louis Pauwels. In: Jean Giono: Regain. Roman (= Le meilleur livre du mois). Club des amis du livre, Paris 1962 (Vorwort Maximilien Vox)
- mit Laslo Havas: Les Derniers Jours de la monogamie. Éd. Mercure de France, Paris 1969
Inhalt: L. Havas: Le Rapport Havas (Essay) und L. Pauwels: La Confession impardonnable (Roman) und Josef von Ferenczy: Avertissement.
- mit Lise Payette und Laurent Bourguignon: Témoins de notre temps. Éditiond. du Jour, Montréal/Canada 1971 (Transkription von Interviews mit Louis Pauwels, Alain Bombard, Georges Simenon, Jean Rostand, Marguerite Duras, Marcel Achard, Hervé Bazin, Catherine Deneuve in Paris 1970. Ausgestrahlt

bei Télévision de Radio-Canada in: „D'un jour à l'autre“).
- Lettre ouverte aux gens heureux et qui ont bien raison de l'être. Albin Michel 1972 (EA Paris 1971).
  - Deutsch: Manifest eines Optimisten. Wider die Schwarzseher und Untergangsphilosophen. Droemer Knaur, München 1974, ISBN 3-426-00349-X (übersetzt von ASlfred Spiecker).
  - Antwort von Paul Sérant: Lettre à Louis Pauwels sur les gens inquiets et qui ont bien le droit de l'être. éd. La Table Ronde, Paris 1972.
  - Antwort von Jacques Sternberg: Lettre aux gens malheureux, et qui ont bien raison de l'être (= Collection L'Extricable). Eric Losfeld, Paris 1972.
- mit Wilhelm Reich und Léo Ferret: L’Amour à refaire (= Dossier Planète, 10 ans de recherches. Band 1). éditions Planète, Paris 1971.
- La Confession impardonnable. éd. Mercure de France, Paris 1972.
- Louange du tabac. Éd M. Trinckvel, Paris 1972 (illustriert von Fontanarosa).
- Ce que je crois. Grasset, Paris 1976, ISBN 2-253-01392-7 (EA Montréal 1974).
- mit Aimé Michel: La Fin du monde? Études et documents (= Questions de .... Band 16). éd. Retz, Paris 1977.
- Vorwort Louis Pauwels. In: Marc de Smedt (Hrsg.): La Face cachée de la France, Band. 1 (= Collection „mémoire viveé“. 3). Seghers, Paris 1978 (illustriert von Barbara Crepon).
- Comment devient-on ce que l'on est? (= Les Grands auteurs). éd. Stock, Paris 1978, ISBN 2-234-00892-1.
- L'Apprentissage de la sérénité (= Les encyclopédies du mieux-être) éd. Retz, Paris 1978.
- mit Albert Camus: Littérature moderne – littérature française. In: Lire, Heft 41 (1979), ISSN 0338-5019
- Éric Edelmann (Hrsg.): L’Homme et sa réalisation. Lanza del Vasto, Gustave Thibon, Maurice Genevoix u. a. entretiens recueillis. Beauschesne, Paris 1980.
- Le Droit de parler. éd. Albin Michel, Paris 1981, ISBN 2-226-01219-2 (Sammelband von Aufsätzen die zwischen 1977 und 1981 aus Figaro und Le Figaro Magazine).
- Romans. éd. Albin Michel, Paris 1982, ISBN 2-226-01588-4.
Inhalt: „Saint Quel’un“, „Le château du dessous“, „L’amour monstre“ und „Blumroch“.
- La liberté guide mes pas. Chroniques, 1981–1983. éd. Albin Michel, Paris 1984, ISBN 2-226-02018-7.
- Lire Gustave Corcao. Essai. éditions E, Paris 1987 (Hommage an den Benediktiner von Sainte-Madeleine).
- Dix ans de silence: poésies. éd. Grasset, Paris 1989, ISBN 2-246-41831-3.
- Dali m’a dit. éd. Carrère, Paris 1989, ISBN 2-86957-014-7.
- Le Mythe de l’objectivité. Étude. In: Séance publique annuelle de cinq académies, mardi 22, octobre 1991. Palais de l’Institut, Paris 1991.
- Les Orphelins. Roman. éd. de Fallois, Paris 1994, ISBN 2-87706-217-1.
- Alain Peyrefitte (Hrsg.): 50 ans de Notre Histoire. 1945–1995 (= Collection „L’aventure du XXe siecle“). éd. du Chêne, Paris 1995, ISBN 2-85108-913-7 (Sammlung von Artikeln aus dem Figaro, mit: Raymond Aron, André Frossard, Jean d’Ormesson, Franz-Olivier Giesbert, Hélène Carrère d’Encausse, Jean François-Poncet, Georges Suffert, & al.)
- Jean-Jacques Pauvert (Hrsg.): Lectures amoureuses, Band 5. éd. La Musardine, Paris 2001, ISBN 2-234-05379-X (EA Paris 1996).
- Les Dernières Chaînes. Conversations avec un groupe d’amis. éd. du Rocher, Monaco, 1997, ISBN 2-268-02615-9 (Posthum)
- mit Albert Zbinden: Entretiens avec Louis-Ferdinand Céline. In: Anthologie Louis-Ferdinand Céline 1894–1961. éd. Frémeaux et ass., Vincennes 2003 (2 CDs)
- Un jour, je me souviendrai de tout. Textes inédits, extraits de son journal, notes, correspondance, souvenirs, morceaux choisis. éd. du Rocher, Paris 2005, ISBN 2-268-04971-X (Posthum).

als Herausgeber
- Les Cent plus beaux poèmes d'amour. Éd. Bibliothèque du Club de la femme (Brodard & Taupin, Paris 1960. illustriert von Jean-Louis Mercier).
- Les Passions selon Dali. Denoël, Paris 2004, ISBN 2-207-25620-0 (EA Paris 1968)[A 4]
  - Deutsch: Salvador Dali: Meine Leidenschaften. Droemer Knaur, München 1989, ISBN 3-426-02408-X (übersetzt von Jutta und Theodor Knust).
- mit Henry de Montherlant und Jean RostandTrémois. Rencontre, gravures, monotypes. Frédéric Birr, Paris 1977. (Ausstellungskatalog)
- Françoise Adnet éd. Art et industrie, Paris 1977.
- mit Hélène Renard, Myriam Sicouri-Roos und Irena Polanec: L’Arche de Noé et les naïfs. éd. Art et industrie, Paris 1977.
- Claude Verlinde: Les œuvres de Verlinde. éd. Natiris, Paris 1983, ISBN 2-903792-05-4.
- Daniel Curzi: Andrew Vicari. Vie et œuvres. éd. G.E.P., Paris 1989.

### Theater
- Les Chroniques martiennes, 1966, nach Ray Bradbury.

### Radio
- Monsieur Gurdjieff / Louis Pauwels; 15. Februar 1954, RTF, avec Pierre Lazareff, Jacques Bergier…
- Campagne électorale pour le référendum, du 11 au 17 septembre 1958: Interview am 15. September. Document audiovisuel INA.
- Interview mit Michel Debré (Premierminister), 11. Oktober 1959, INA.
- Visage à découvert: Guy Mollet – Louis Pauwels/Jean Farran. Interview, 9. November 1959, zur Amtseinführung von Charles de Gaulle. Document audiovisuel INA/BNF.
- Interview de Jean Cocteau à Saint-Jean Cap Ferrat, 11. Februar 1960, INA.
- Un préfet philosophe Louis Pauwels; Jean Feller, Jacques Mousseau; 25. November 1960 ORTF.
- En Français dans le texte. / Louis Pauwels, Jacques Mousseau / Jean Feller; Interviews 1960–1961.
- Le fantastique: littérature et fantastique, interviews de Louis Pauwels, Jacques Bergier, Jean Ray, Thomas Owen et al., Jean Antoine, RTBF, 1962.
- Introduction au Réalisme Fantastique / Louis Pauwels. Disque 33 T de 1963: conférence dans l'esprit „Planète“ au théâtre de l'Odéon de Paris le 20. Novembre 1962, avec Jacques Bergier, Jean Charon et Jean-Louis Barrault.
- Le relais de l'Amitié. Louis Pauwels présente Jacques Bergier, 1963, Europe 1.
- Les Encyclopédistes, ou l'inventaire du Savoir, ORTF, documentaire dans la série „Nouveau dimanche: images et idées“, 1968 (INA 1975); réalisateur Jean-Charles Brochier, avec la participation de Louis Pauwels, Roland Barthes, Raymond Queneau, Pierre Naville, Alain Pons, Claude Tchou et Robert Mauzi.
- L'Invité du Dimanche, premiere chaîne télévisée française, 8. Dezember 1968.
- En Toutes Lettres. Émission du 8 janvier 1969 sur la premiere chaîne télévisée française, à propos du roman de René Barjavel La Nuit des temps, avec la participation de Louis Pauwels, Jacques Bergier, Jean Ferniot, André Cayatte, Roger Chapelain-Midy et Pierre Cardin. Réalisation Pierre Viallet et Charles Chabou.
- D'un jour à l'autre, été 1970, réseau français de Radio-Canada, intervieweuse Lise Payette. Diffusion d'une entrevue avec Louis Pauwels à Paris datée de mars 1970. Reprise dans l'ouvrage „Témoins de notre temps“, éd. du Jour, Montréal, 1971.
- Format 30. Entretien avec Louis Pauwels et Jacques Bergier. Télévision canadienne française, 1. Januar 1971.
- Radio Monte Carlo, thème „Le retour du diable“, débat de Louis Pauwels avec Rouget, de l'Union Rationaliste, 3. Dezember 1973.
- Ouvrez les guillemets, thème „Les Gnostiques“, 21. Januar 1974, ORTF, avec Bernard Pivot et André Bourin.
- L'Invité d'un autre Monde, télévision française chaque samedi après-midi, 1974–1975. Louis Pauwels reçoit une personnalité hebdomadaire (Aimé Michel…)
- France Culture, émission Parti pris, 5. Februar 1976: Nachruf.
- Apostrophes, 6. Februar 1976: critique du livre Blumroch l'admirable, avec Bernard Pivot (INA/BNF)
- Louis Pauwels: autoportrait. Entretien avec l’auteur; intervieweuse Anne Andreu, réalisateur André Maurice, 1977, collection „L’Homme en Question“, FR3 prod. (INA)
- Louis Pauwels, série „L'Homme en Question“, 31. Juli 1977, FR3. Paul Giamoli anime un débat autour de l'auteur. André Maurice et Guy Beligmann.
- René Barjavel, série „L'Homme en Question“, 7. August 1977, FR3. Anne Sinclair anime un débat où l'auteur est questionné par Louis Pauwels son ami, Raymond Castans, Pierre Démeron et Jean-Louis Ezine.
- Apostrophes, 5. Juni 1981: thème „D'Est en Ouest“, Edgard Morin, Simone Signoret & al. (INA/BNF)
- Radioscopie(s) de Louis Pauwels par Jacques Chancel, 20. Februar 1978, 19. Juni 1980, 27. Mai 1981 (INA/BNF), 10. April 1987.
- Louis Pauwels. Reportage sur l’auteur; interviewer Michel Polac, réalisateur Maurice Dugowson, 1988, collection „Libre Echange“, MK2 éditions (Marin Karmitz prod.), M6 distrib.
- France-Culture, émission radiophonique sur et avec Louis Pauwels, 19. Mai 1989.
- Apostrophes / Bernard Pivot, Antenne 2, 19. Mai 1989, „La soirée des Magiciens“. Louis Pauwels, Robert Merle, John Irving et Jacques Attali.
- Émission télévisée 7 sur 7, TF1, Anne Sinclair, 4. Juni 1989.
- La philosophie du „Nouveau Planète“ de Louis Pauwels et Jacques Bergier[5], 10 Sendungen der Serie „Par 4 Chemins“, Radio-Canada, 9.–21. Juni 1989.
- Le Cercle de minuit / Laure Adler, Antenne 2, 1996.

### Fernsehen
- Le Golem, nach Gustav Meyrink, 1967, Jean Kerchbron.
- Président Faust, 12. Januar 1974.
- Les Roses de Manara, 1975, nach Don Juan. (Don Juan, sa véritable histoire.)
- Les Jeunes Filles, nach Henry de Montherlant.
- Kinofilm zu L'Amour monstre, Ingmar Bergman, 1973, mit Jeanne Moreau; Les Monstres de la vie — (nicht umgesetzt.)

## Weitere Anmerkungen
1. ↑  Umfang ca. 150 Seiten, format carré, 17 × 17 cm.
2. ↑  Insgesamt erschienen 64 Hefte.
3. ↑  Jeder Band umfasste ca. 250 Seiten, ca. 30 Bände.
4. ↑  In den 1960ern hatte Salvador Dalí mit Pauwels lange Gespräche in Portlligat geführt. Darin offenbarte sich Dali und setzte seine Intuition durch Bilder und Gesten in Szene. Brennende Abschnitte eines rationalen Diskurses, stellen seine rohe Wahrheit das. Die Fragen des Interviewers sind gelöscht um die ganze surreale Dynamik des Malers darzustellen.